# Jean Thenaud
Cet article concerne l'humaniste protestant. Pour le moine franciscain, écrivain, voyageur, précepteur et aumônier du roi François Ier, voir Jean Thenaud (écrivain).
Jean Thenaud est un humaniste protestant né à Bourges à une date inconnue, et mort en Pologne. Il est un des membres du cercle protestant ayant traduit en polonais la Bible, mort après mars 1582

## Biographie
Jean Thenaud connaît peu sur sa vie. Il est originaire de Bourges et y a fait ses études. Il a été élève de Jean Calvin, précepteur à Zurich de jeunes polonais, Albert et Nicolas Dłuski-Kottwitz après le départ en Pologne de Francesco Lismanini, dans les années 1555-1557. Il est à Zurich en 1557 et part en Pologne en 1558 où il arrive au début 1559,.
Il est professeur du premier collège protestant à Pińczów, l'Athènes sarmate, fondé par Francesco Lismanini, probablement en 1551, après que le propriétaire du village, Mikołaj Oleśnicki (en), en ait chassé les moines pour y installer des calvinistes. Il a fait partie de l'équipe qui a traduit en polonais la Bible connue sous le nom de Bible de Brest, entre 1558 et 1563. Il est ensuite professeur et bibliothécaire au gymnase calviniste de Cracovie fondé par Christophe Thretius,.
Il a écrit à Théodore de Bèze pour l'avertir des tendances antitrinitaires, soupçonnées depuis 1561-1562 de Pierre Statorius.
En 1565, Jean Thenaud apporte à Théodore de Bèze une lettre de Christophe Thretius datée du 7 mai 1565 à Cracovie, dans laquelle il fait part de sa douleur de la mort de Jean Calvin. Jean Thenaud informe alors Théodore de Bèze des difficultés de l'église protestante en Pologne à la suite des discussions sur la Trinité. Il apporte aussi une lettre de Sarnicki à Heinrich Bullinger datée du 30 avril. Il se rend ensuite à Bourges pour traiter d'affaires privées. De retour en Pologne, il est porteur d'une lettre de Théodore de Bèze à Christophe Thretius datée du 1er novembre 1565.
Il se fixe définitivement en Pologne après avoir épousé une certaine Anna Mojecka. En 1567, il est nommé recteur du collège protestant de Cracovie. Il possède une grande bibliothèque. Il a été bibliothèque[Quoi ?] du roi Étienne Báthory.
Jean Thenaud qui se trouve alors à Cracovie est cité dans une lettre de Théodore de Bèze à Heinrich Bullinger du 30 avril 1573 concernant l'envoi d'un émissaire français en Pologne pour informer les protestants polonais du massacre de la Saint-Barthélemy.
À sa mort, Thenaud est un riche bourgeois de Cracovie. Son testament rédigé le 10 mars 1582 accorde 300 zlotys à sa femme, 400 zlotys à sa fille Anna, et sa bibliothèque à son fils Mikołaj.

## Publication
Il a fait partie de l'équipe qui a traduit en polonais la Bible connue sous le nomp de Bible de Brest.